# La Villa del Rosario
La Villa del Rosario – miasto w Wenezueli, w stanie Zulia, siedziba gminy Rosario de Perijá.
Według danych szacunkowych na rok 2015 liczy 71 800 mieszkańców.